# Калинівська волость (Вінницький повіт)
Калинівська волость — історична адміністративно-територіальна одиниця Вінницького повіту Подільської губернії з центром у містечку Калинівка.
Станом на 1885 рік складалася з 11 поселень, 11 сільських громад. Населення — 14384 осіб (6833 чоловічої статі та 7551 — жіночої), 1974 дворових господарства.
|                     | Площа, десятин | У тому числі орної, дес. |
| ------------------- | -------------- | ------------------------ |
| Сільських громад    | 11776          | 7247                     |
| Приватної власності | 16203          | 9705                     |
| Іншої власності     | 485            | 334                      |
| Загалом             | 28464          | 17286                    |

Основні поселення волості:
- Калинівка — колишнє власницьке містечко за 26 верст від повітового міста, 920 осіб, 143 дворових господарства, православна церква, синагога, 6 постоялих дворів, постоялий будинок, 28 лавок, цегельний завод, базари через 2 тижні. За 2 версти — бурякоцукровий завод із лікарнею.
- Голяки — колишнє власницьке село, 576 осіб, 93 дворових господарства, православна церква, постоялий будинок, 2 водяних млини, винокурний завод.
- Гулівецька Писарівка — колишнє власницьке село, 785 осіб, 113 дворових господарств, православна церква, постоялий будинок, 2 водяних млини.
- Гулівці — колишнє власницьке село, 965 осіб, 161 дворове господарство, православна церква, постоялий будинок, 2 водяних млини.
- Гущинці — колишнє власницьке село при річках Буг і Бобка, 1440 осіб, 177 дворових господарств, православна церква, школа, 2 постоялих будинки, лавка, 3 водяних млини.
- Заливанщина — колишнє власницьке село, 1570 осіб, 238 дворових господарств, 2 православні церкви, школа, 2 постоялих будинки, 2 водяних млини, бурякоцукровий завод, 2 щорічних ярмарки: 24 і 29 червня.
- Корделівка — колишнє власницьке село при річці Рів, 1208 осіб, 238 дворових господарств, православна церква, каплиця, 2 постоялих будинки, 2 водяних млини, бурякоцукровий завод.
- Павлівка — колишнє власницьке село, 1765 осіб, 258 дворових господарств, православна церква, постоялий будинок, лавка, водяний млин, кузня.
- Сальник — колишнє власницьке село, 1526 осіб, 165 дворових господарств, православна церква, постоялий будинок.
- Хомутинці — колишнє власницьке село, 644 особи, 103 дворових господарства, православна церква, постоялий будинок.
- Черепашинці — колишнє власницьке село, 2190 осіб, 322 дворових господарства, православна церква, католицька каплиця, 2 постоялих будинки, 2 лавки, винокурний завод.